# Chörten
De chörten is een Tibetaans bouwwerk. Het bouwwerk is meestal wit en heeft de vorm van een omgekeerde klok en is geplaatst op een verhoogde, trapsgewijze onderbouw. De chörten is de Tibetaans boeddhistische variant van de stoepa of pagode en komt ook in de verdere regio voor, zoals in Ladakh, Sikkim en Bhutan.
| Chörten | - | Chörten |